# Louannec
Louannec is een gemeente in het Franse departement Côtes-d'Armor, in de regio Bretagne. De plaats maakt deel uit van het arrondissement Lannion. Louannec telde op 1 januari 2022 3.053 inwoners.

## Geografie
De oppervlakte van Louannec bedroeg op 1 januari 2022 13,91 vierkante kilometer; de bevolkingsdichtheid was toen 219,5 inwoners per km².
De onderstaande kaart toont de ligging van Louannec met de belangrijkste infrastructuur en aangrenzende gemeenten.

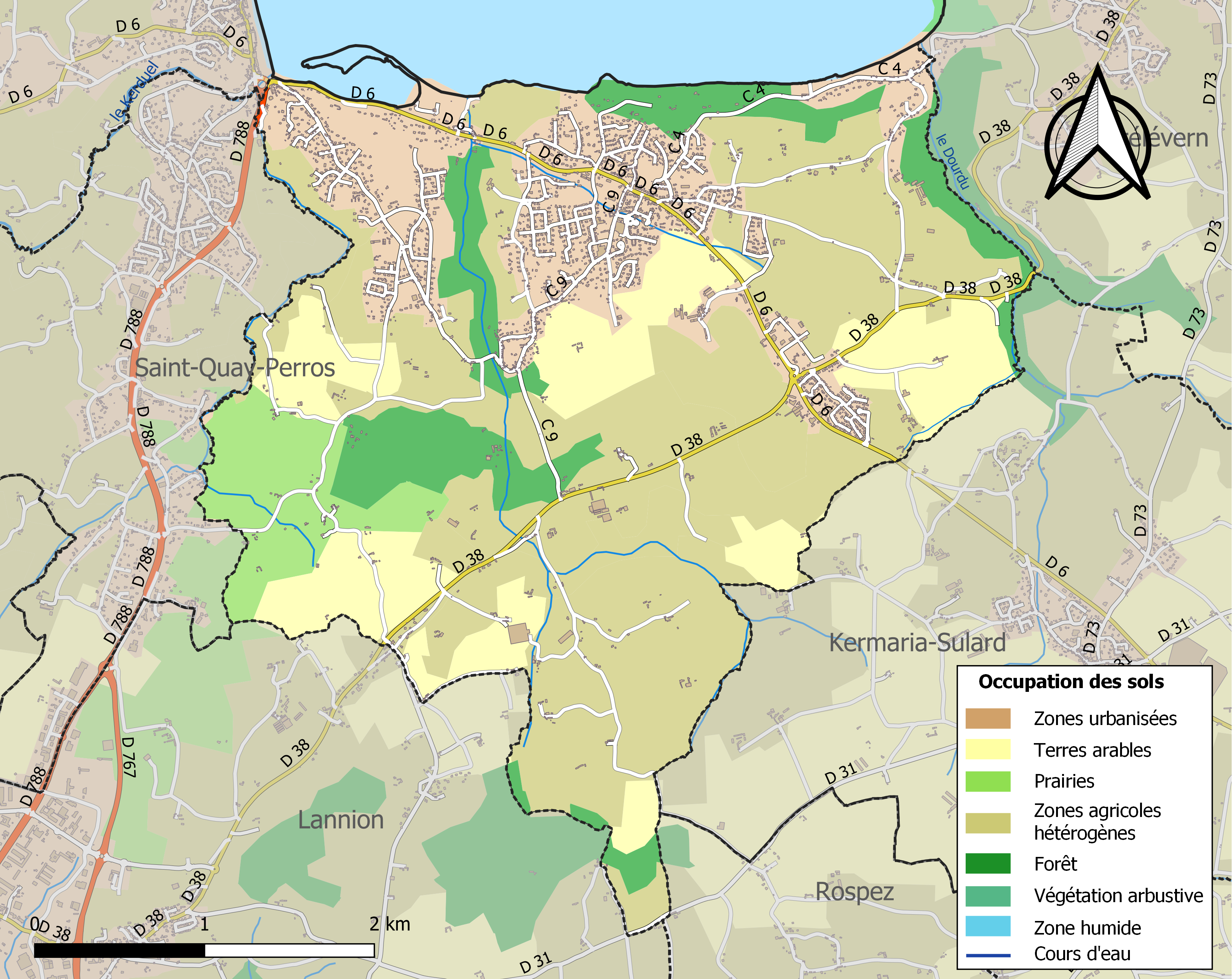

## Demografie
Onderstaande figuur toont het verloop van het inwonertal (bron: INSEE-tellingen).